# Saint-Claude-de-Diray
 Saint-Claude-de-Diray  es una población y comuna francesa, en la región de Centro, departamento de Loir y Cher, en el distrito de Blois y cantón de Vineuil.

## Demografía
| 991 | 976 | 1019 | 1251 | 1435 | 1562 |
| Para los censos de 1962 a 1999 la población legal corresponde a la población sin duplicidades (Fuente: INSEE [Consultar]) |     |      |      |      |      |